# China Cargo Airlines
China Cargo Airlines er et fragtflyselskab fra Kina. Selskabet har base og hovedkontor på Shanghai Hongqiao International Airport, og har deres hub på Shanghai Pudong International Airport ved Shanghai. China Cargo Airlines blev etableret i 1998 som et flyselskab der udelukkende fløj fragtflyvninger.
I december 2011 havde China Cargo Airlines en flåde på 16 fragtfly med en gennemsnitsalder på 9.8 år. Her af var der fem eksemplarer af Boeing 747-400 og seks af typen Boeing 777-200.

## Historie
Flyselskabet blev grundlagt den 30. juli 1998 og startede flyvningerne i oktober 1998. Det blev grundlagt som et joint venture mellem China Eastern Airlines (70%) og Kina Ocean Shipping (30%). Selskabet havde en kort overgang navnet China Eastern Airlines Cargo, men vendte tilbage til sit oprindelige navn igen, efter at være blevet et selvstændigt datterselskab i 2004.
Efter en økonomisk rekonstruktion i slutningen af 2010 faldte China Eastern Airlines ejerandel af selskabet til 51 procent. China Ocean Shipping aktieandel kom ned på 17 procent, og det gjorde at Singapore Airlines Cargo købte 17 procent af China Cargo Airlines, imens EVA Air fra Taiwan overtog de resterende 16 procent af selskabet.